# 江口理代
江口 理代（えぐち まさよ、1976年2月5日 - ）は、日本の元女子バレーボール選手。

## 来歴
宮崎県宮崎市出身。中学校1年生からバレーを始め、宮崎日大高校から鹿屋体育大学を経て、鳥栖久光に所属するまでは高校の教員をしていた。久光製薬スプリングスではチーム屈指のマルチプレーヤーとして第8回Vリーグ優勝に貢献。2004年久光退団後、故郷宮崎県で会社勤めをしていたが、2005年当時の監督アリー・セリンジャーに請われてパイオニアレッドウィングスで現役復帰し、同年の第12回Vリーグ優勝に貢献した。
2006年、全日本代表候補に選出されたが、膝の故障を理由に辞退している。
2008年5月、パイオニアを退団し、現役引退した。

## プレースタイル
攻守両面にわたって、全てのプレーにおいて高い水準で安定したパフォーマンスを披露する。派手さはないがチームにとって欠かすことのできないオールラウンドプレイヤーである。

## 人物・エピソード
- 宮崎日大中入学当時、同校には女子バレー部員がいなかったが、ひとりきりでバレー部に入部し、付属高校の部員とともに練習をしていた。しかも、バレーを始めたのは中学1年からである。
- 教員時代に熊本選抜のメンバーとして国体で優勝した経験がある[1]。
- ポジションは主にレフト・ライトであるが、久光在籍時にはリベロも経験していた。

## 所属チーム
- 宮崎日大中・高
- 鹿屋体育大学
- 久光製薬鳥栖（1999-2001年）
- 久光製薬スプリングス（2001-2004年）
- パイオニアレッドウィングス（2005-2008年）